# A Footballer's Honour
Pour plus de détails, voir Fiche technique et Distribution.
A Footballer's Honour est un film britannique de Lewin Fitzhamon sorti en 1914. Avec un scénario très proche de celui du film Harry The Footballer, A Footballer's Honour est considéré comme le premier film commercial consacré au football.

## Synopsis
Un footballeur échappe à ses ravisseurs et arrive à temps pour gagner le match.

## Fiche technique
- Réalisation : Lewin Fitzhamon
- Production : Britannia Films
- Durée : 43 minutes